# Friedrich Tietjen
Friedrich Tietjen (15 octobre 1832 – 21 juin 1895) était un astronome allemand.

## Biographie
Friedrich Tietjen fut directeur de l'Institut de calcul astronomique (ARI) à Berlin de 1874 jusqu'à sa mort en 1895.
L'astéroïde (2158) Tietjen a été nommé en son honneur.

## Liste des astéroïdes découverts par Friedrich Tietjen
| (86) Sémélé | 4 janvier 1866 |